# Baria (vlinders)
Baria is een geslacht van vlinders van de familie slakrupsvlinders (Limacodidae).

## Soorten
- B. elsa (Druce, 1887)
- B. transversata (Holland, 1893)